# Vereffening
Vereffening of liquidatie is een proces waarbij een gemeenschap van goederen, de boedel, wordt afgewikkeld en dat wat eventueel aan positief vermogen over is, wordt verdeeld onder de rechthebbenden. De boedel kan daarbij zowel positief als negatief zijn. Het kan gaan om de ontbinding van een bedrijf of organisatie of om de afwikkeling van een nalatenschap die beneficiair is aanvaard.

## Vereffening bedrijf of organisatie
Vereffening of liquidatie van een bedrijf is het laatste stadium in het ontmantelingsproces van een bedrijf. Dit volgt op de formeel juridische ontbinding. Het kan gaan om rechtspersonen zoals een besloten vennootschap (B.V.) of een stichting of om een personenvennootschap als een maatschap. De eerste stap in een ontbinding is een ontbindingsbesluit van het bestuur, de eigena(a)r(en) of aandeelhouder(s) dat in veel landen bij notariële akte dient te geschieden. De voornaamste voorwaarde voor het openen van de vereffening bij een besloten - of naamloze vennootschap is dat er geen achterstand in het publiceren van de goedgekeurde jaarrekeningen mag zijn. Bij het ontbindingsbesluit worden de zogenaamde vereffenaars aangewezen.
Meestal zijn dit de voormalige bestuurders of directeuren, maar soms ook derden. De vereffenaars verwerven alle bevoegdheden van de bestuurders. In deze fase vindt liquidatie plaats wat betekent dat alle schulden worden voldaan en daarvoor zo nodig goederen te gelde worden gemaakt (liquide maken). Vanaf de ontbinding zal een rechtspersoon de woorden in liquidatie achter haar naam moeten voeren, zodat ook buitenstaanders en wederpartijen weten dat deze rechtspersoon bezig is zichzelf op te heffen, en hier rekening mee kunnen houden. Ook zal men de ontbinding en de benoeming van de vereffenaars vaak moeten aanmelden of publiceren, zodat crediteuren en andere belanghebbenden de kans krijgen om te reageren.
De taak van vereffenaars is het afhandelen van de lopende verplichtingen, het te gelde maken van nog eventueel bestaande rechten of activa, en ten slotte het uitkeren van het batig saldo aan de aandeelhouders, vennoten, inbrengers of andere rechthebbenden. Overigens komen deze partijen wel als allerlaatste aan de beurt, nadat de gewone, bevoorrechte en zelfs de achtergestelde schuldeisers hun geld hebben gekregen. Dit brengt vaak met zich mee dat er weinig of niets meer voor ze overblijft.
Als er geen "baten" (zaken of rechten die te gelde kunnen worden gemaakt) aanwezig zijn, hoeft geen vereffening plaats te vinden. Dit ziet men meestal bij kleinere vennootschappen of SPVs waarbij alle lopende verplichtingen al voor de ontbinding zijn afgehandeld. Vereffening kan soms met zich meebrengen dat de activiteiten nog een tijdje "in het kader van de vereffening" worden voortgezet. Dit is bijvoorbeeld het geval bij een bouwbedrijf als het nog een grote order moet afwerken.
De vereffenaars zullen een eindrapport opstellen en dit aan de aandeelhouders of andere rechthebbenden voorleggen. Bij grote bedrijven moet dit rapport ook door een accountant worden goedgekeurd teneinde er zeker van te zijn dat er geen crediteuren worden benadeeld. Ten slotte, als alle zaken zijn afgehandeld, zal een allerlaatste vergadering moeten plaatsvinden waarin de vereffenaar wordt ontheven van zijn taken en gedechargeerd en de liquidatie en vereffening voor beeindigd wordt verklaard. Vanaf dat moment bestaat de vennootschap niet langer als rechtspersoon. Wel is het mogelijk dat de archieven nog een bepaalde tijd bewaard moeten worden ter inzage, deze periode staat vaak gelijk aan de langst mogelijke en toepasselijke verjaringstermijn, in praktijk 5 of 10 jaar.
Wanneer onverhoopt tijdens de vereffening de schulden de baten overtreffen, zal de rechtspersoon een faillissement moeten doorlopen. Zo niet, dan wordt een eventueel batig saldo aan aandeelhouders uitgekeerd, of in het geval van een stichting of vereniging zoals de statuten voorzien. Wanneer zowel de schulden als de baten nihil zijn, is het vaak mogelijk een snelle ontbindingsprocedure te doorlopen en de vereffening achterwege te laten. In Luxemburg voorziet de wet in een verkorte liquidatieprocedure zonder vereffening wanneer er slechts een aandeelhouder is, alle fiscale en sociale verplichtingen voldaan zijn, en deze aandeelhouder bereid is alle activa en passiva van de venootschap met bijbehorende aansprakelijkheid te accepteren. Wanneer achteraf ineens toch een bate opduikt (bijvoorbeeld een vergeten buitenlandse bankrekening met een flink saldo), dan kan de liquidatie en vereffening tijdelijk heropend worden. Duikt er achteraf opeens nog een schuldeiser op, dan betekent dit echter meestal dat hij of zij te laat is en met een vordering op een niet-bestaand rechtssubject achterblijft.

### Ophefmakende vereffeningen
- Dexia
- Fortis
- Groep Arco

## Vereffening nalatenschap (erfrecht)
Als een nalatenschap (erfenis) beneficiair is aanvaard door een of meer erfgenamen, kunnen deze erfgenamen door schuldeisers niet gehouden worden schulden van overledene of nalatenschap uit het eigen vermogen te betalen als de nalatenschap onvoldoende verhaal biedt. Ter bescherming van de schuldeisers gelden dan bijzondere wettelijke regels die de erfgenamen verplichten de erfenis te vereffenen, gezamenlijk, ook de erfgenamen die zuiver hebben aanvaard, dit is geregeld in het erfrecht (art. 4:202 BW). Beslissingen moeten in unanimiteit worden genomen, tenzij de kantonrechter anders bepaalt, maar iedere deelgenoot mag zelfstandig handelen als het om gewoon onderhoud en behoud van de goederen gaat of als iets niet kan worden uitgesteld (art. 4:198 BW en 3:170 BW). Met het begrip vereffenen wordt bedoeld dat de schulden zoveel mogelijk moeten worden voldaan, zijn er onvoldoende liquide middelen (geld in kas of op de bank) mogen goederen te gelde worden gemaakt, ook liquideren genoemd.

### Ruimschoots voldoende verklaring executeur
Is bij testament een executeur benoemd met de bevoegdheid de nalatenschap te beheren en de schulden te voldoen (beheersexecuteur) en kan de executeur met een door hem opgestelde boedelbeschrijving aantonen dat de baten de schulden ruimschoots overtreffen, hoeft niet te worden vereffend, de executeur staat dan garant voor voldoening van alle schulden (art. 4:202 lid 1 sub a BW). Anders dan de vereffenaar, kan de executeur volstaan met het voldoen van opeisbare schulden. Een ander verschil tussen de executeur en de vereffenaar is dat de executeur niet optreedt in het belang van de schuldeisers der nalatenschap, maar als vertegenwoordiger van de erfgenamen en in hun gezamenlijk belang de afwikkeling van de schulden verzorgt. Zijn de schulden voldaan, kan en moet de executeur zijn functie beëindigen of kunnen de erfgenamen dat doen ( art. 4:150 BW). Het is vervolgens aan de erfgenamen gezamenlijk, de erfenis onderling te verdelen volgens de regels van Boek 3 Burgerlijk Wetboek.

### Lichte vereffening
Er is een procedure voor lichte vereffening, als een nalatenschap vermoedelijk positief is en voor zware vereffening, als er meer schulden dan baten zijn. Bij een lichte of informele vereffening wikkelen de erfgenamen gezamenlijk het schuldenpakket af, de kantonrechter kan regels geven. Door de rechter kan ook worden bevolen te vereffenen op verzoek van een schuldeiser van de nalatenschap (art. 4:204 lid 1, onder b, BW). Een vereffenaar moet met zijn werk de belangen van de schuldeisers dienen.

### Zware vereffening
Bij een zware vereffening staan de belangen van schuldeisers voorop, de procedure wordt gecoördineerd door de Rechtbank. Er wordt een vereffenaar aangesteld die er voor zorgt dat de schulden zoveel mogelijk worden voldaan volgens regels die vergelijkbaar zijn met een faillissement of surseance van betaling (art. 4:214 lid 1 en 5 BW, art. 4:218 lid 1-3 BW). Er zijn wel wezenlijke verschillen met het faillissement omdat erfgenamen van rechtswege schuldenaar worden en niet door eigen toedoen, een nalatenschap die moet worden vereffend positief kan zijn en er erfgenamen kunnen zijn die zuiver hebben aanvaard. Bij zuivere aanvaarding kunnen schuldeisers hun vorderingen ook uit het privévermogen van deze erfgenamen terughalen.
Blijft na de vereffening nog iets over, wordt dat door de erfgenamen verdeeld (art. 4:226 lid 1 BW).
Vereffenaar van een nalatenschap kan en mag iedereen zijn, ook een erfgenaam. Bij ingewikkelde boedels wordt vaak een notaris of advocaat ingeschakeld, wat alleen zinvol is wanneer deze daarvoor geschoold personeel in dienst heeft. Vereffenaar is geen beschermd beroep, er gelden geen bijzondere regels, een ieder kan zich erfenisvereffenaar of boedelafwikkelaar noemen.

### Beloning vereffenaar
Het overleg van Kantonrechters LOVCK&T heeft de aanbeveling gedaan dat bij de vaststelling van loon voor een vereffenaar, aansluiting kan worden gezocht bij de Recofa-Richtlijnen faillissementen. Reden is de vergelijkbaarheid van de procedure voor de zware vereffening met die van een faillissement. Zowel de Recofa-richtlijnen als de aanbevelingen van het LOVCK&T hebben echzer geen bindende rechtskracht, er bestaat voor de rechter daarom geen verplichting deze te volgen. Hoofdregel van de Recofa-richtlijn is dat de vereffenaar het werk op een dusdanige manier indeelt dat de nalatenschap zo weinig mogelijk wordt belast.

### Vereffening erfenis
- Nalatenschap (Nederland)
- Executeur
- Erfopvolging
- Gemeenschap van goederen
- Boedelverdeling (Nederland)